# Echeminae
Echeminae è una sottofamiglia di ragni appartenente alla famiglia Gnaphosidae.

## Descrizione
Sono ragni di varia grandezza, da piccola (2 millimetri) a grande (15 millimetri).
La chiave dicotomica di questa sottofamiglia rispetto alle altre è che questi ragni hanno generalmente l'opistosoma in tinta unita, di solito grigia, bruna o marrone, a volte con una livrea più scura posteriormente; i maschi posseggono uno scutum dorsale. Questo insieme di caratteri è tipico, non è posseduto da nessun'altra sottofamiglia.

## Distribuzione
I 22 generi oggi noti di questa sottofamiglia hanno, globalmente, diffusione cosmopolita.

## Tassonomia
Attualmente, a marzo 2016, la maggioranza degli aracnologi è concorde nel suddividerla in 22 generi:
1. Allomicythus Ono, 2009 - Vietnam (genere monospecifico)
2. Amazoromus Brescovit & Höfer, 1994 - Brasile (4 specie)
3. Arauchemus Ott & Brescovit, 2012 - Brasile (2 specie)
4. Australoechemus Schmidt & Piepho, 1994 - Isole Capo Verde (2 specie)
5. Coillina Yin & Peng, 1998 - Cina  (genere monospecifico)
6. Cubanopyllus Alayón & Platnick, 1993 - Cuba (genere monospecifico)
7. Diaphractus Purcell, 1907 - Africa orientale e meridionale  (3 specie)
8. Echemoides Mello-Leitão, 1938 - Argentina, Cile, Perù, Paraguay (15 specie)
9. Echemus Simon, 1878 - cosmopolita, ad eccezione di America settentrionale e centrale (22 specie e una sottospecie)
10. Hongkongia Song & Zhu, 1998 - Asia orientale (Cina, Taiwan) e Asia sudorientale (Giava, Borneo, Molucche, Sulawesi) (4 specie)
11. Latonigena Simon, 1893 - Brasile, Argentina, Venezuela, Brasile (10 specie)
12. Megamyrmaekion Wider, 1834 - Africa settentrionale, orientale e meridionale, Israele, India (13 specie)
13. Micythus Thorell, 1897 - Asia sudorientale (Thailandia, Borneo, Myanmar, Sumatra) (3 specie)
14. Nodocion Chamberlin, 1922 - America settentrionale, Messico, India (8 specie)
15. Odontodrassus Jézéquel, 1965 - Africa, Asia e isola di Giamaica (8 specie)
16. Sanitubius Kamura, 2001 - Cina, Corea, Giappone (genere monospecifico)
17. Scopoides Platnick, 1989 - USA, Messico, India, Cina (18 specie)
18. Scotophaeus Simon, 1893 - cosmopolita (61 specie e 2 sottospecie)
19. Trichothyse Tucker, 1923 - Namibia, Sudafrica (4 specie)
20. Xerophaeus Purcell, 1907 - Africa subsahariana, Africa meridionale, Yemen (41 specie e 1 sottospecie)
21. Zelanda Özdikmen, 2009 - Nuova Zelanda (6 specie)
22. Zimiromus Banks, 1914 - America meridionale e centrale, Antille (41 specie)